# 東角道
東角道（英語：East Point Road）是香港島灣仔區的一條商業街道，在香港假日更加是一條步行街。銅鑼灣東角道鄰近：
- 置安大廈
- 怡安大廈
- 東角Laforet
- 駱克道
- 記利佐治街
- 東角中心
- 香港崇光百貨
- 金百利商場
- 怡和街

在銅鑼灣東角道，以北有一段行車路在香港怡東酒店與世界貿易中心之間，是東角道北段的廷申，現用作戶外泊車位和酒店上落客區。而其地底下已經打通成為地庫停車場，並有行人隧道往銅鑼灣避風塘和奇力島等地。